# Bill Ritter
August William (Bill) Ritter Jr. (Denver (Colorado), 6 september 1956) is een Amerikaanse politicus van de Democratische partij. Tussen 2007 en 2011 was hij gouverneur van de staat Colorado.

## Levensloop
Ritter werkte vanaf zijn veertiende in de bouw en was daardoor in staat zijn studie te betalen. Hij studeerde aan de Colorado State University en behaalde daar een Bachelor of Arts. Hij vervolgde zijn studie aan de Universiteit van Colorado en rondde daar een studie rechten af. Na zijn studie werd hij aangenomen bij de openbaar aanklager van de stad Denver.
In 1987 verhuisde Ritter met zijn vrouw en gezin naar Zambia en werkte daar in de rooms-katholieke zending. Zij zette een opleidingscentrum en hielden zich bezig met voedseldistributie. Na hun terugkeer naar de Verenigde Staten in 1987 werd hij weer aangenomen bij het kantoor van de openbaar aanklager. In 1993 werd Ritter benoemd tot de Openbaar aanklager van het district Denver. Hij bevocht in de functie onder andere witteboordencriminaliteit en nam het op voor de slachtoffers van huiselijk geweld en seksueel misbruik.

### Gouverneurschap
Ritter stelde zich in 2006 verkiesbaar voor het gouverneurschap van Colorado. Bij de verkiezingen versloeg hij zijn Republikeinse opponent Bob Beauprez met een ruime marge van 17 procent. Hij werd ingezworen in januari 2007.
Als gouverneur voerde Ritter een semi-progressieve agenda uit. Hij was voor strenge milieuwetten, een goede toegankelijkheid tot de zorg voor iedereen en subsidie voor huizen. Hij stelde zich tijdens het gouverneurschap niet bezig te houden met strengere abortuswetten en zijn veto uit te spreken over elke abortuswet waarbij er geen uitzondering werd gemaakt voor vrouwen die verkracht waren of waarbij de zwangerschap lichamelijk ernstige medische risico’s met zich meebracht.
Op 16 juli 2007 dreigde een man met een pistool voor het kantoor van Ritter om hem te doden. De man werd dodelijk getroffen door de beveiliging van Ritter.
Ritter mocht in 2008 de Democratische Nationale Conventie, waar Barack Obama gekozen werd als de Democratische kandidaat voor het presidentschap, toespreken.
Vier jaar na zijn aantreden als gouverneur, en met de gouverneursverkiezingen van 2010 in aantocht, was Ritters populariteit inmiddels gekelderd. Hij stond hij er slecht voor in de peilingen en uiteindelijk besloot hij zich niet herkiesbaar te stellen voor een tweede termijn. Volgens verschillende media zou er vanuit de Democratische Partij druk op Ritter zijn uitgevoerd om plaats te maken voor een kansrijkere kandidaat. Zelf verklaarde hij meer tijd aan zijn gezin te willen besteden. In januari 2011 werd Ritter als gouverneur opgevolgd door zijn partijgenoot John Hickenlooper.
Op 7 januari 2011, vier dagen voordat zijn termijn afliep, pardonneerde Ritter nog Joe Arridy. Arridy was een onschuldige terdoodveroordeelde, die werd verdacht van een moord en waarvoor hij op 6 januari 1939 is geëxecuteerd op bevel van de staat Colorado.

## Persoonlijk
Samen met zijn vrouw Jeannie Ritter heeft Ritter vier kinderen.
- Gemeinsame Normdatei: 1201207525
- International Standard Name Identifier: 0000 0000 4726 5883
- Library of Congress Control Number: no2008019139
- Virtual International Authority File: 66270184
- WorldCat: E39PBJtRQ8TdXHwc73xBXmJxDq